# Khalsa
Khalsa ou Khalasa (o que significa "Puros") é a comunidade composta por todos os sikhs que passaram por uma cerimónia de iniciação.
Foi instituída pelo Guru Gobind Singh, o décimo guru do sikhismo, em Anandpur (no moderno estado indiano do Punjabe) em 30 de Março de 1699. A literatura religiosa sikh narra este episódio através de um relato conhecido como o dos "Cinco Bem Amados". Nessa ocasião o Guru Gobind Singh iniciou cinco discípulos e depois pediu a estes cinco para que o iniciassem. 
A cerimónia de iniciação consiste na realização de leituras e na ingestão de uma bebida açucarada chamada amrit (que foi preparada com o uso de uma espada). Algumas gotas deste líquido são também espalhadas no cabelo e olhos do iniciado. É obrigatória a presença de cinco testemunhas, que devem ser sikhs já iniciados, numa alusão aos "Cinco Bem Amados". Os iniciados passam a usar os Cinco K e acrescentam um nome ao seu nome de nascimento. No caso dos homens esse nome é Singh ("leão") e no caso das mulheres é Kaur ("princesa"). Os iniciados são denominados Amritdhari ("portador de néctar"). Contudo, muitos sikhs não iniciados podem usar os Cinco K e usar os nomes como forma de mostrar a sua presença à religião sikh.
Os membros da Khalsa prometem levar vida puras, seguindo o código de ética sikh, chamado Rahit Maryada. Este código estabelece, entre outras coisas, que o sikh adora um único deus, que acredita no Guru Granth Sahib (o livro sagrado do sikhismo), que rejeita práticas como a astrologia e as superstições, que não cometerá adultério, que não fumará ou roubará.